# Lincoln Maazel
Lincoln Maazel (* 12. Februar 1903 in New York City; † 15. September 2009 in Castleton, Virginia) war ein US-amerikanischer Schauspieler und Sänger.

## Leben
Lincoln Maazel wurde 1903 als Sohn russisch-jüdischer Eltern in New York City geboren. Sein Vater Isaac Maazel spielte Geige in der Metropolitan Opera, sein Bruder Marvin Maazel war Klavierspieler. Maazel begann ebenfalls eine musikalische Karriere und wurde Sänger. Nach dem Tod seines Vaters und der Krankheit seiner Mutter heuerte er bei der United States Navy mit gerade einmal 15 Jahren an, wurde jedoch entlassen als sein Alter aufflog. Im Anschluss tourte er als Vaudeville-Sänger.
Mit 19 Jahren besuchte er eine Apothekerschule, entschied sich aber seine Ausbildung abzubrechen und versuchte sich als Apothekenverkäufer. Währenddessen nahm er weiter Gesangsstunden und bot sich der Hollywood-Industrie an. Unter anderem trat er der Los Angeles Grand Opera Association bei. Später wurde unterrichtete er als Gesangslehrer an der Fanchon and Marco Dramatic School am Sunset Boulevard.
Lincoln Maazel heiratete 1929 die Musikerin Marie Barnet. Diese gründete später das Pittsburgh Youth Symphony Orchestra und die Pittsburgh Chamber Music Society. Ihr gemeinsamer Sohn Lorin Maazel kam 1930 auf die Welt. Lorin entwickelte sich bereits mit als Kleinkind zu einer Art Wunderkind. Maazel begann ihn auf alle erdenklichen Arten zu fördern und vernachlässigte in der Folge seine eigene Karriere. Er arbeitete während des Zweiten Weltkriegs in einer Munitionsfabrik und gab Klavier- und Gesangsstunden.
Erst in den 1950er Jahren, als sein Sohn auf eigenen Füßen stand, begann er selbst wieder künstlerisch tätig zu sein. Er sang überwiegend in Nachtclubs Im Anschluss begann er auch als Theaterschauspieler zu arbeiten, unter anderem im Pittsburgh Playhouse. Er trat außerdem in der Civic Light Opera, Little Lake Theatre, Mountainview Playhouse, Odd Chair Playhouse und dem White Barn Theatre auf.
In den 1970er Jahren trat er für das National Educational Television in Lehrfilmen auf. Am bekanntesten ist seine Rolle im lange als verschollen gegoltenen Film The Amusement Park (1975), ein Frühwerk von George A. Romero. Dieser besetzte ihn auch für seinen Film Martin (1977). Bis Ende der 1980er Jahre trat Maazel weiter auf. Lincoln Maazel starb im Alter von 106 Jahren. Er lebte bis zuletzt auf dem Anwesen seines Sohnes in Castleton, Victoria.

## Filmografie
- 1975: The Amusement Park
- 1977: Martin